# Telavancină
Telavancina este un antibiotic lipo-glicopeptidic care este utilizat în tratamentul infecțiilor bacteriene cu Gram-pozitive, inclusiv cele cu stafilococ auriu meticilino-rezistent. Este un derivat de vancomicină. Printre infecțiile tratate se numără pneumonia nozocomială și infecțiile de piele. Calea de administrare este perfuzabilă.
Prezintă un risc mare de reacții adverse renale, iar administrarea sa este contraindicată la pacienții cu insuficiență renală preexistentă.